# Emanuel von Seidl

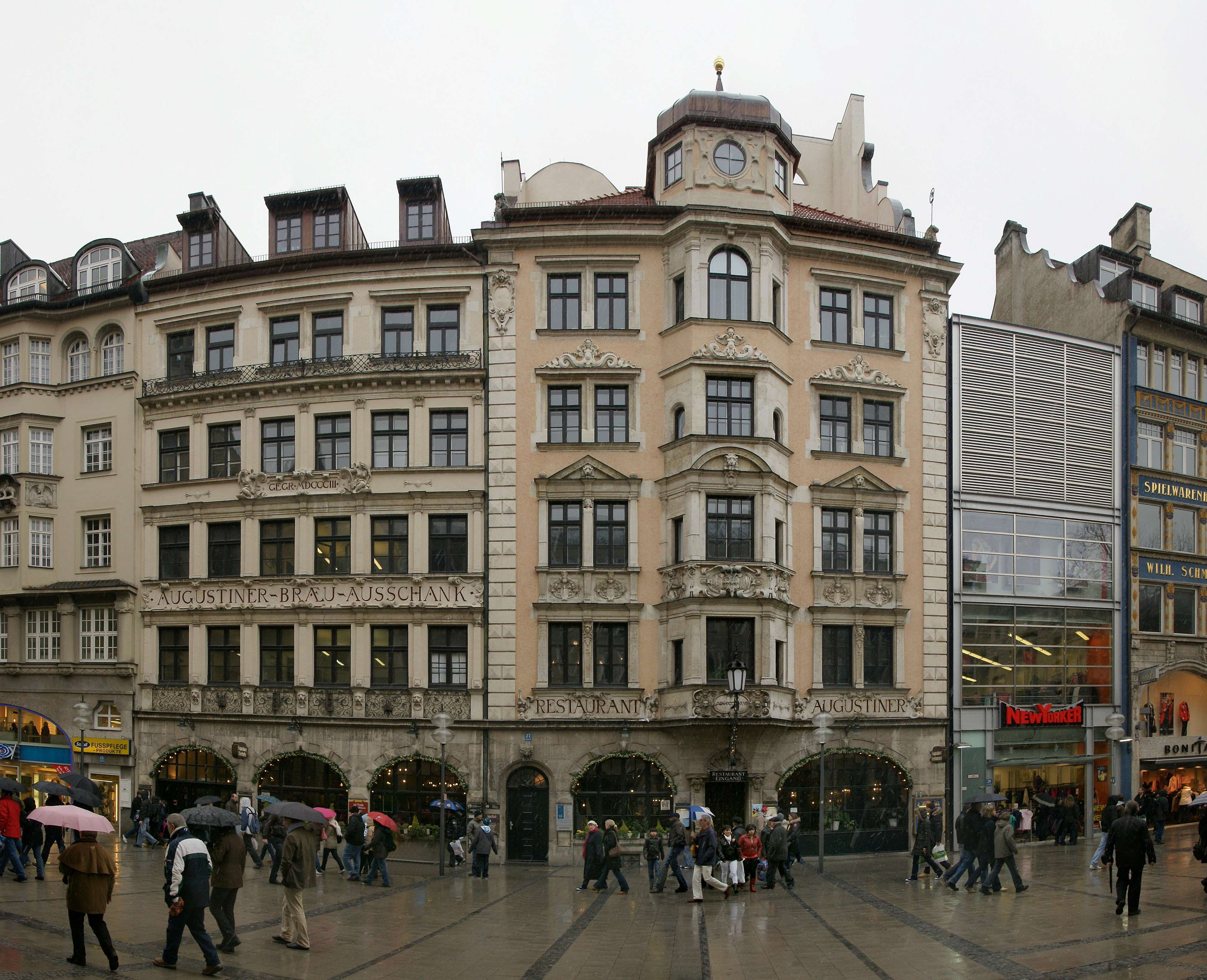
Augustinerbräu Neuhauser Straße

Emanuel von Seidl, född 22 augusti 1856 i München, död där 25 december 1919, var en tysk arkitekt. Han var bror till Gabriel von Seidl.
Seidl studerade i München och blev professor 1896. Hans verksamhet var synnerligen rik; bland hans alster är ett tiotal slott och ett 30-tal villor, dessutom skolhus och flera ölpalats. Han höll sig huvudsakligen inom en frodig tysk barockstil; senare övergick han till enklare former och lade an på materialets äkthet. Som dekoratör utförde han imponerande och måleriskt verksamma utställningsinteriörer (i München 1888, tyska avdelningen vid världsutställningen i Paris 1900, Heinemanns galleri i München m. fl.) och hela komplex (tyska byggnaderna på världsutställningen i Bryssel 1910) och Tierpark Hellebrunn i München med dess olika byggnader (öppnad 1911).